# マーティン・ホームズ
マーティン・ホームズ (英語: Martin Holmes, 1940年4月25日 – 2020年6月11日) はモータースポーツを専門としたイギリスのジャーナリスト。
競技者としてラリーの世界に入った後、世界ラリー選手権 (WRC) 創成期の1970年代から生涯に亘ってジャーナリストとして活動した。ホームズの著した年鑑 World Rallying は業界の資料として高く評価された。

## 経歴
1940年、イギリス南部のサリー州 アシュテッドに生まれる。
弁護士を志し、大学では法学部に属していたホームズは、1959年に初めてラリーに参戦すると、プロのコ・ドライバーになることを目指すようになった。
1960年代初頭、Sutton and Cheam Motor Club に所属したホームズは、クラブ誌の編集に関わるようになり、後に「モータリングニューズ」や「オートスポーツ」にリポートを供給するようになった。
大学卒業後コ・ドライバーを続け、1971年には英国ラリー選手権のコ・ドライバーチャンピオンとなった。フォード、トヨタ、ルノー、シュコダ、ダットサン、ランチア、ボクスホールのワークスチームからエントリーし、ティモ・マキネン、オベ・アンダーソン、ビリー・コールマンなど著名なドライバーとも組んだ。1981年、ジャン・ラニョッティとRACラリーに出場したのを最後に、コ・ドライバーを引退した。
世界ラリー選手権 (WRC) 発足翌年の1974年からジャーナリストとして活動を始め、世界中の媒体に記事や写真を供給した。
1979年から年鑑 World Rallying を出版、2010年を最後として33冊を刊行した。
晩年は自身と家族の健康問題から現地取材の頻度は減ったが、自宅で活動を続けた。最後のWRC現地取材は2019年8月のラリー・ドイチュラントであった。現地取材したWRCのイベントは520を数えた。
2020年6月11日、長く患っていたガンにより死去。

## 著作
- Martin Holmes (1975). Rally Navigation. ISBN 0854291776
- Martin Holmes; Hugh Bishop (1978). Rallying '78. ISBN 0854292314
- Martin Holmes (1979 – 2010). World Rallying.
- Graham Robson; Martin Holmes (2020). The Great British Rally: RAC to Rally GB - The Complete Story. ISBN 9781787113688
- Francisco Santos; Jose Barros Rodrigues; Martin Holmes (2021). World Rallying 125 Years: History, Genesis and Evolution. ISBN 9789895321209

## 関連文献
- Celebration: WRC legend Martin Holmes turns 80 - RallySport Magazine